# Eloisa Cianni
Eloisa Cianni (n. 21 iunie 1932, Roma, Regatul Italiei – d. 27 mai 2022, Morlupo, Lazio, Italia), cunoscută și sub pseudonimul Aloisa Stukin, a fost o actriță și model italiană. A fost aleasă Miss Italia în anul 1952 și Miss Europe 1953.

## Biografie
A fost aleasă Miss Italia la Merano în 1952 (în mod deosebit înaintea unei alte viitoare actrițe, Lyla Rocco) și Miss Europe la Istanbul, Turcia în 1953, devenind prima italiană care a câștigat acest titlu. Datorită noii sale notorietăți, ea a devenit actriță și a interpretat aproximativ cincisprezece filme, înainte de a se retrage din cariera cinematografică în anul 1961.
A avut o fiică; după retragerea din cinematografie a condus o galerie de picturi și a început însăși să picteze.

## Filmografie selectivă

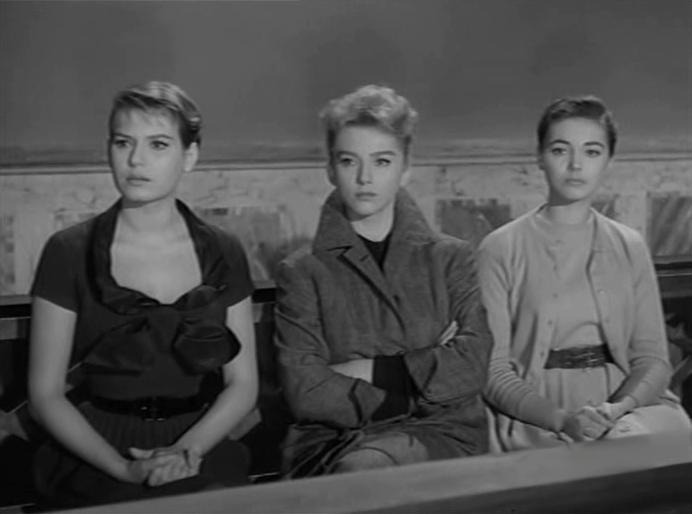
Isabelle Corey, Eloisa Cianni și Ingeborg Schöner într-o scenă din filmul Adorabile și mincinoase (1958)

- 1953 Villa Borghese, regia Gianni Franciolini
- 1954 Peppino e la vecchia signora, regia Piero Ballerini
- 1955 Racconti romani, regia Gianni Franciolini
- 1955 Sub semnul lui Venus (Il segno di Venere), regia Dino Risi
- 1955 La porta dei sogni, regia Angelo D'Alessandro
- 1955 Processo all'amore, regia Enzo Liberti
- 1956 Sangue  zingara, regia Maria Basaglia
- 1956 Accadde di notte, regia Gian Paolo Callegari
- 1957 Ho amato una diva, regia Luigi De Marchi
- 1958 Amore a prima vista, regia Franco Rossi
- 1958 Adorabile și mincinoase (Adorabili e bugiarde), regia Nunzio Malasomma
- 1958 Amore e guai..., regia Angelo Dorigo
- 1958 Sergente d'ispezione, regia Roberto Savarese
- 1958 Il pirata dello sparviero nero, regia Sergio Grieco
- 1961 Le magnifiche 7, regia Marino Girolami